# Haliplus dorsomaculatus
Haliplus dorsomaculatus är en skalbaggsart som beskrevs av Zimmermann 1924. Haliplus dorsomaculatus ingår i släktet Haliplus och familjen vattentrampare. Inga underarter finns listade i Catalogue of Life.